# کوه موتیس
کوه موتیس (به لاتین: Mount Mutis) یک کوه در اندونزی است که در سوندای شرقی واقع شده‌است. کوه موتیس ۲٬۴۲۷ متر بالاتر از سطح دریا واقع شده‌است.